# Blas Gallego
Blas Gallego (nacido en Barcelona, 1941) es un artista español, ilustrador, pintor y dibujante con una trayectoria de seis décadas. Ha creado y dibujado libros y tiras de cómics, cubiertas de libros, carteles cinematográficos, cartas de juegos de rol y retratos, entre otros formatos, para casas editoriales en decenas de países. Gallego es internacionalmente reconocido por su especialización en arte erótico.

## Trayectoria
Gallego aprendió dibujo artístico tras ingresar a trabajar para la industria de anuncios cinematográficos en 1955-1956, para estudios como Paramount Pictures, Metro-Goldwyn-Mayer y RKO Pictures, entre otros. En 1960 fundó una compañía de publicidad. De 1962 a 1966 trabajó para Creaciones Editoriales, antes de transferirse en 1966 a Selecciones Ilustradas, donde se desempeñó hasta 1968. Al año siguiente se mudó a Inglaterra, pero volvió a Barcelona para casarse en 1973. En esa época dibujó el cómic de Twins of Evil (1974), comenzó a pintar al óleo, vivió por algunos años en Londres y por un período corto en Estocolmo, y dibujó para publicaciones en Alemania, Suecia, Noruega, Dinamarca, Italia, Australia y Japón, entre otros países. En 1977 trabajó para la revista británica Woman's Realm y para la alemana Roman Woche. En 1978 dibujó para el magazine británico Woman's Weekly. También hizo las ilustraciones de la serie Grandes Amantes, encargada para Neue Revue (Alemania) y publicada en Noruega, Suecia y en el semanario de noticias español Interviú, así como imágenes para la revista británica Men Only, y calendarios. En 1983 publicó cuadros eróticos en Japón por medio de Tank Incorporated. Después de eso, laboró durante más de 20 años para el mercado de publicaciones de los Estados Unidos, dibujando cubiertas de libros y carteles de películas, además de crear las imágenes de la Biblia de la casa editorial Tyndale House en 1990. También dibujó para Zona 84. En este período, SQP Productions publicó una colección de sus bocetos de cubiertas. Asimismo, Gallego dibujó docenas de cubiertas para La espada salvaje de Conan, de Marvel Comics (también publicadas en Escandinavia) y tapas así como páginas internas para los cómics de Tom y Jerry (1988-1996). Más tarde, publicó cartas de juegos de rol sobre la historia de Cataluña (1996) y una tira de historietas diaria en el periódico británico Daily Star en 1998-1999. Las siguientes son sus publicaciones más recientes:

### Publicaciones recientes
John Sinclair “Doctor Tod” – 2004 – Bastei Verlag (Alemania)
John Sinclair  “Sakuro” – 2004 – Bastei Verlag (Alemania)
John Sinclair “ Jason Dark” – 2004 –Bastei Verlag (Alemania)
Animal Rescue Unit – 2007- Stabenfeldt (Noruega) (4 libros)
Flesh and Fire – 1999 – SQP Productions Inc. (Estados Unidos)
Gespenster -2004 – Bastei Verlag (Alemania)
Dolly – 2005 – SQP Productions Inc. (Estados Unidos)
Horse Angel – 2007- Stabenfeldt AS (Dinamarca)

### Exhibiciones
Madrid – Gallery Expo Art – Rodríguez Sanpedro 7 - 28015 (abril de 1994)
Estocolmo – Janes Rambod Gallery – Tegnergatan 47 •11161 (mayo de 1995)
Estocolmo – Janes Rambod Gallery – (collective)  – Tegnergatan 47 (abril de 1998)
Madrid – Gallery ExpoArt – Rodríguez Sanpedro 7 - 28015 (noviembre de 1999)
Barcelona – Barcelona Art Fair – Madrid Gallery (mayo de 2000)
Estocolmo – Stockholm Art Fair –Gallery•Stand Louis Nitka (marzo de 2001)
Barcelona – San Mario Gallery – C/ San Marius 49 - 08022 (diciembre de 2001)
Barcelona – San Mario Gallery – C/San Marius 49 - 08022 (febrero de 2002)
Nueva York – Bell Arte – 12 Harwood Ct. – Scarsdale, Nueva York - 10583 (mayo de 2007)
Barcelona – Cincómonos-Consejo de Ciento 283 - 08015 (junio-julio de 2007)
Barcelona – Piera Galería – Pintor Fortuny, 21 - 08001 (enero de 2015)